# 殷緣天成
《殷緣天成》，是一部描寫李文殷 慈濟師兄與盧靜慧 慈濟師姊的真實人生電視劇，由李運慶 、田羽安 、潘麗麗、蘇達、柯素雲、楊慶煌、溫吉興、陳玉玫、周宥玲、劉心宇等演員領銜主演，於2020年1月3日在大愛電視20:00首播。

## 大愛會客室

### 首播
| 片名       | 頻道       | 播映日期     | 播映時間        |
| 大愛會客室 | 大愛海外台 | 2020年1月3日 | 21:00-21:11播出 |
| 大愛會客室 | 大愛電視台 | 2020年1月3日 | 00:19-00:30播出 |
| 大愛會客室 | 大愛海外台 | 2020年1月3日 | 09:49-10:00播出 |

## 播出時間
以下時間以當地時間（台灣時間）為準

### 電視首播
| 頻道                            | 所在地               | 播映日期                    | 播映時間                  |
| 大愛電視台 （數位頻道同步播出） | 台灣                 | 2020年1月3日－2020年1月30日 | 20:00-20:48播出（無廣告） |
| 大愛海外台                      | 與大愛電視台同步播出 | 2020年1月3日－2020年1月30日 | 20:00-21:00播出（含廣告） |

### 網路首播
| 頻道                 | 備註                 | 播映日期                    | 播映時間                  |
| Yahoo! TV            | 與大愛電視台同步播出 | 2020年1月3日－2020年1月30日 | 20:00-20:48播出（無廣告） |
| YouTube 大愛網路劇場 | 與大愛電視台同步播出 | 2020年1月3日－2020年1月30日 | 20:00-20:48播出（無廣告） |

## 演員列表

### 主要演員
| 演員   | 角色   | 介紹 | 登場集數      |
| 李運慶 | 李文殷 | 高雄人，擺售男短褲生意，意外成了中盤商，之後在成衣市場人稱「港褲殷仔」的大盤商。在健身房遇到靜慧一見鍾情。 | 第1集－第20集 |
| 田羽安 | 盧靜慧 | 在健身房擔任業務職業，由於家裏是開山產店生意，也會時常協助幫忙，在文殷熱力追求送花與早餐下開始交往。       | 第1集－第20集 |
| 潘麗麗 | 李母   | 經營委託行，專售本土廠商寄賣的高級服飾。                                                                   | 第集－第集    |
| 楊慶煌 | 盧父   | | 第集－第集    |
| 陳玉玫 | 盧母   | | 第集－第集    |
| 蘇達   | 蘇正興 | 文殷多年好友，曾連續熬夜加班導致急性中風，出院後文殷耐心陪伴復健並鼓勵他看大愛台得到正能量。               | 第集－第集    |
| 周宥伶 | 淑麗   | | 第集－第集    |
| 柯素雲 | 陳秀霞 | 到李文殷店裡拜訪，一家人也因此加入慈濟                                                                     | 第集－第集    |
| 溫吉興 | 陳明褔 | | 第集－第集    |
| 劉心宇 | 盧靜瑜 | 盧靜慧的姊姊，由於家裏是開山產店生意，時常協助幫忙父母。                                                   | 第4集－第集   |

### 次要演員
| 演員   | 角色   | 介紹                                                                                         | 登場集數 |
| 王淑君 | 小婉慈 | 。                                                                                           | 第1集    |
| 藍宸翰 | 阿宗兄 | 主角和媽媽的好朋友也是進貨業務，在文殷當兵時，幫忙整理店鋪和幫忙整理貨物，是個善良上進的青年 | 第1-4集  |
| 蕭晴曦 | 小品儀 | 。                                                                                           | 第1集    |
| 胡暄怡 | 中婉慈 | 。                                                                                           | 第1集    |
| 郭雅芳 | 中品儀 | 。                                                                                           | 第1集    |
| 程學書 | 國寶   | 。                                                                                           | 第1集    |
| 王瑩瑩 | 玉梅   | 。                                                                                           | 第1集    |
| 吳碧蓮 | 黃阿媽 | 。                                                                                           | 第1集    |
| 耿慧珠 | 秀榕   | 。                                                                                           | 第1集    |
| 黃重穎 | 國梁   | 。                                                                                           | 第1集    |
| 張忠瑞 | 陳師兄 | 。                                                                                           | 第1集    |
| 畢志綱 | 阿勇伯 | 。                                                                                           | 第1集    |
| 陳伶宣 | 師姊甲 | 。                                                                                           | 第1集    |
| 李秉樺 | 國慶   | 。                                                                                           | 第1集    |
| 范奕騰 | 國棟   | 。                                                                                           | 第1集    |
| 呂俍慧 | 高玉英 | 。                                                                                           | 第1集    |
| 許詠嘉 | 歐順慶 | 。                                                                                           | 第1集    |

## 電視劇歌曲
| 曲別   | 歌名     | 演唱者 | 作詞   | 作曲   |
| 主題曲 | 向夢飛行 | 阿超   | 陸中玲 | 陳宗緯 |

## 大愛會客室名單
| 集數  | 日期         | 來賓           | 主持人 |
| 第1集 | 2020年1月4日 | 黃銘正、李文殷 | 譚艾珍 |
| 第2集 | 2020年1月7日 | 李文殷、李運慶 | 譚艾珍 |
| 第3集 | 2020年1月8日 | 李文殷、李運慶 | 譚艾珍 |

## 工作人員列表

### 製作團隊
- 監　製：王端正、葉樹姍、顧文珊
- 戲劇顧問：龐宜安
- 總策畫：黃崇家
- 製作人：林明遠
- 編　審：張博鈞、儲貞怡
- 編　劇：梁明智
- 企宣統籌：董碧玲
- 企　宣：黃玟瑜、詹智凱、翁詩閔
- 顧　問：李文殷、盧靜慧
- 導　演：黃銘正
- 行  政：吳怡萱
- 副導演：陳昱君、李佳芝
- 場　記：許惟萍、李宛儒、孟德傑、林椲璘
- 統  籌：陳大保
- 執行製片：蔡珮欣
- 執行助理：大維、宋順鴻
- 攝  影：李冠群、林文彬、陳秉琦
- 攝影助理：張曄昇、劉浩宇、陳嘉偉、游凌瑜
- 收　音：馮宥盛
- 燈  光：陳火慶、石中、孫御凱
- 燈光助理：程穎麒、陳泓志、林家瑞、蔡旭鴻、李堉城
- 美術指導：許應宏、田子龍
- 道  具：李建邦、林兆成、王孟彥
- 道具助理：劉群耀、蔡旭鴻、翁偉翔
- 服　裝：陳筱倩
- 服裝管理：蔡宛妤
- 梳  妝：蔡秀英
- 梳化助理：張識妶、蔡佳秦
- 場　務：林軒宇、陳柏嘉
- 花  絮：黃郁智
- 海報設計：張瓊云
- 劇  照：許毅德、陳昱翰
- 後期製作：兩把刷子電影有限公司
- 剪接器材：好主意傳播有限公司
- 剪　接：吳寶玉、王雅玲、劉上銘、羅逸傑
- 聲音後期：杰瑞音樂有限公司
- 音效指導：余政憲
- 對白效果：吳知穎
- 錄音助理：陳逸萱
- 音樂編曲：余政憲、徐儀芳
- 音效混音：余政憲
- 對白字幕：周佳餘
- 製作公司：兩把刷子電影有限公司
- 監製公司：慈濟傳播人文志業基金會

## 外部連結
- 殷緣天成 官方網站 （页面存档备份，存于）－大愛劇場
- 大愛劇場的Facebook專頁
- 《殷緣天成[]》-YAHOO! TV （页面存档备份，存于） 線上看

| 大愛電視台 週一至週日 20:00 - 20:48      | 大愛電視台 週一至週日 20:00 - 20:48       | 大愛電視台 週一至週日 20:00 - 20:48 |
| ---------------------------------------- | ----------------------------------------- | ----------------------------------- |
|                                          | 殷緣天成 （2020年1月3日－2020年1月30日）  |                                     |
| 舞出寂靜 （2020年1月3日－2020年1月30日） | 大林學校 （2020年1月31日－2020年3月16日） |                                     |